# Gäddtjärnen (Ljusdals socken, Hälsingland, 687784-151594)
Gäddtjärnen är en sjö i Ljusdals kommun i Hälsingland och ingår i Ljusnans huvudavrinningsområde.